# تنگژو
تنگژو (به انگلیسی: Tengzhou) یک شهرستان در چین است که در زاوژوانگ واقع شده‌است. تنگژو ۱٬۴۸۵ کیلومتر مربع مساحت دارد.